# پارک ملی باهیا د لورتو
پارک ملی باهیا د لورتو (به اسپانیایی: Parque nacional Bahía de Loreto) یک پارک ملی در مکزیک است که در باخا کالیفرنیا سور واقع شده‌است.